# Marie-Louise Dreier
Pour les articles homonymes, voir Dreier.
Marie-Louise Dreier, née le 3 octobre 1936 à Bruxelles, est une poétesse habitant Bex dans le Canton de Vaud.

## Biographie
Elle passe son enfance à Andenne. Après avoir suivi, à la demande de ses parents, des études pour devenir secrétaire, Marie-Louise Dreier entreprend des études à l'École normale au sein de l'Université du Québec, puis se dirige vers l'enseignement,.
Auteur de plusieurs recueil de poésie, elle voit son œuvre poétique être récompensée à de nombreuses reprises : Marie-Louise Dreier obtient en effet le Prix Paul Budry en 1977, le Prix de la ville de Montpellier et la médaille d'or de l'Académie de Lutèce en 1978, la médaille d'or de Paris en 1979, le Prix classique pour l'ensemble de son œuvre (Canada 1982) et le Prix d'honneur des poètes étrangers offerts par la Faculté des lettres de Copenhague.
Elle est élue « Femme de l'année 2003 » par l'American Biographical Institute, qui récompense ainsi l'ensemble de son œuvre.
Marie-Louise Dreier est en particulier membre de l'Association vaudoise des écrivains et de l'Association des écrivaines et écrivains suisses et du Groupe d'Olten.

## Œuvres
- Aux vagues du jour, Éditions Eliane Vernay, Genève, 1977
- Avant qu'il ne fût jour, Éditions Eliane Vernay, Genève, 1978
- Spirales, Éd. Vieille Presse, Neuchâtel, 1981
- Plain-Chant, Éd. Randin, Aigle, 1984
- Garance, L'Aire, Lausanne, 1988
- Moissons, Éd. R. Layaz, 2002

## Sources
- « Marie-Louise Dreier », sur la base de données des personnalités vaudoises sur la plateforme « Patrinum » de la Bibliothèque cantonale et universitaire de Lausanne.
- Anne-Lise Delacrétaz, Daniel Maggetti, Écrivaines et écrivains d'aujourd'hui, p. 95